# 5999 Plescia
5999 Plescia (1987 HA) là một tiểu hành tinh bay qua Sao Hỏa được phát hiện ngày 23 tháng 4 năm 1987 bởi C. S. Shoemaker ở Palomar.